# Peetula stramineata
Peetula stramineata är en fjärilsart som beskrevs av W. Warren 1888. Peetula stramineata ingår i släktet Peetula och familjen mätare. Inga underarter finns listade i Catalogue of Life.